# Landtag Reuß jüngerer Linie (1892–1895)
Dieser Artikel behandelt den  Landtag Reuß jüngerer Linie 1892–1895.

## Landtag
Der Landtag Reuß jüngerer Linie wurde in zwei Kurien gewählt. Drei Mandate wurden durch die Höchstbesteuerten (HB) gewählt die anderen in allgemeinen Wahlen (AW) in Ein-Personen-Wahlkreisen bestimmt. Daneben bestand eine Virilstimme für den Inhaber des Reuß-Köstritzer Paragiums (RKP). Die Wahlen fanden am 13. September 1892 statt.
Als Abgeordnete wurden gewählt:
| Name                               | Partei       | Wohnort            | Kurie | Wahlkreis | Anmerkung |
| ---------------------------------- | ------------ | ------------------ | ----- | --------- | --- |
| Gustav Adolf Franz Diebel          |              | Heinrichshütte     | AW    | 10        | |
| Alexander Anton Oskar Fröb         | NLP          | Lobenstein         | AW    | 11        | |
| Ludwig Walther Fürbringer          | NLP          | Gera               | HB    |           | |
| Johann Georg Friedrich Graesel     |              | Kulm bei Saalburg  | AW    | 9         | |
| Kurt Arnim Graesel                 |              | Gera               | AW    | 6         | |
| Ernst Louis Hahn                   |              | Gera               | AW    | 3         | |
| Heinrich IV. von Reuß-Köstritz     |              | Köstritz           | RKP   |           | Verstorben am 25. Juli 1894 |
| Karl Bernhard Jäger                | linksliberal | Hirschberg/Saale   | AW    | 12        | |
| Heinrich Gustav Kalb               | DFsP         | Gera               | AW    | 1         | Ab 19. März 1895 für Lenze |
| Karl Otto Kanis                    |              | Gera               | AW    | 5         | |
| Christian Heinrich Lautenschläger  | DFsP         | Langenwolschendorf | AW    | 8         | |
| August Lentze                      |              | Gera               | AW    | 1         | Am 19. Januar 1895 wegen seiner Wahl zum ersten Bürgermeister von Mühlhausen/Thüringen ausgeschieden. Nachfolger: Kalb                                     |
| Christian Paul Löblich             |              | Gera               | HB    |           | |
| Richard Edmund Ernst Münch         |              | Schleiz            | AW    | 7         | Ab 15. März 1893 für Sturm; Am 17. Januar 1895 wieder ausgeschieden wegen seiner Ernennung zum zweiten juristischen Stadtrat in Plauen. Nachfolger: Prager |
| Carl Hermann Oberländer            |              | Gera               | HB    |           | |
| Johann Friedrich Orlopp            |              | Gera               | AW    | 2         | |
| Christian Heinrich Gottlieb Prager |              | Kleinwolschendorf  | AW    | 7         | Ab 19. März 1895 für Münch |
| Franz Hermann Schlutter            |              | Zwötzen            | AW    | 4         | |
| Heinrich Samuel Sturm              |              | Schleiz            | AW    | 7         | Am 21. Dezember 1892 wegen der Ernennung zum Vortragenden Rat beim fürstlichen Ministerium ausgeschieden. Nachfolger: Münch                                |

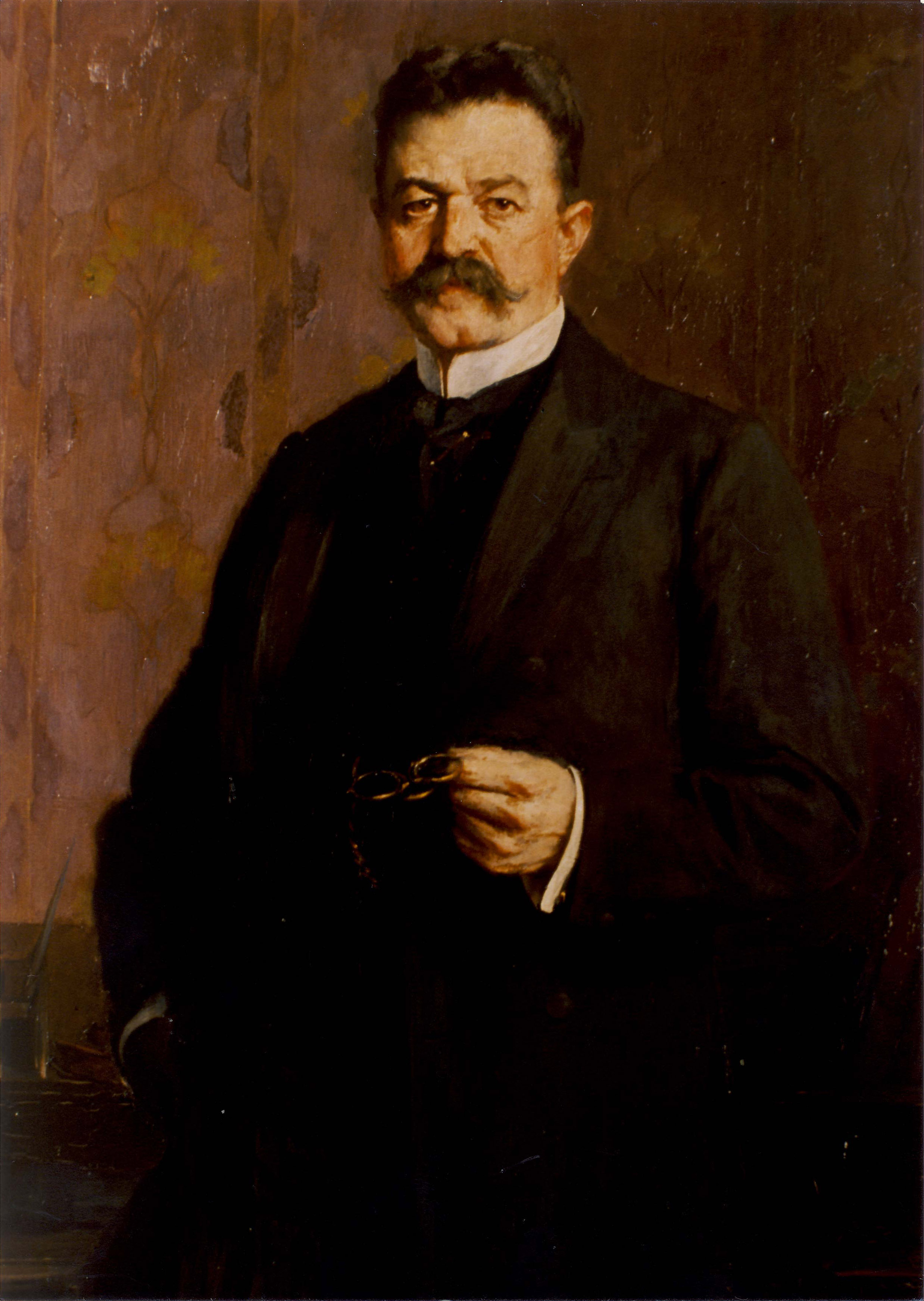
Heinrich Sturm (Porträt von Georg Ludwig Meyn)

Landtagskommissar war der geheime Regierungsrat Robert Fischer. Unter dem Alterspräsidenten Bernhard Jäger wählte der Landtag Walther Fürbringer als Landtagspräsidenten. Als Vizepräsident wurde Bernhard Jäger gewählt. Schriftführer war Otto Kanis. Stellvertretender Schriftführer war Heinrich Lautenschläger.
Der Landtag trat vom 23. Oktober 1892 bis zum 12. Juli 1895 in 46 öffentlichen Plenarsitzungen in zwei Sitzungsperioden zusammen. Der Landtagsabschied datiert vom 1. September 1895.
Für die Zeit zwischen den Sitzungsperioden wurde ein Landtagsausschuss gewählt. Dieser bestand aus:
| Landesteil                      | Mitglied                | Stellvertreter    | Von-Bis                           |
| ------------------------------- | ----------------------- | ----------------- | --------------------------------- |
| Landesteil Gera                 | Heinrich Lautenschläger | August Lenze      |                                   |
| Landesteil Schleiz              | Walther Fürbringer      | Heinrich Sturm    | bis 16. Februar 1893              |
| Landesteil Schleiz              | Walther Fürbringer      | Paul Löblich      | ab 19. März 1893                  |
| Landesteil Lobenstein-Ebersdorf | Bernhard Jäger          | Oskar Fröb        | bis 15. März 1893                 |
| Landesteil Lobenstein-Ebersdorf | Bernhard Jäger          | Ernst Münch       | 15. März 1893 bis 17. Januar 1895 |
| Landesteil Lobenstein-Ebersdorf | Bernhard Jäger          | Friedrich Graesel | ab 17. Januar 1895                |